# チャウタイン県 (ハウザン省)
チャウタイン県（チャウタインけん、ベトナム語：Huyện Châu Thành / 縣週城?）は、ベトナム社会主義共和国ハウザン省の県。面積は140.9km²、人口は81,887人（2016年）である。

## 行政区画
以下の2市鎮7社から構成される。
- ガーサウ市鎮（Ngã Sáu / 我𦒹）
- マイダム市鎮（Mái Dầm / 梅淫）
- ドンフー社（Đông Phú / 東富）
- ドンフオック社（Đông Phước / 東福）
- ドンフオックA社（Đông Phước A / 東福A）
- ドンタイン社（Đông Thạnh / 東盛）
- フーアン社（Phú An /富安）
- フーヒュー社（Phú Hữu /富有）
- フータン社（Phú Tân /富新）